# Paguristes squamosus
Paguristes squamosus is een tienpotigensoort uit de familie van de Diogenidae. De wetenschappelijke naam van de soort is voor het eerst geldig gepubliceerd in 1913 door McCulloch.